# 132524 APL
Az 132524 APL (ideiglenes nevén: 2002 JF56) egy kisbolygó, amit a New Horizons nevű amerikai űrszonda kapott lencsevégre, miközben áthaladt a fő kisbolygóövön. Az űrszonda 101,867 km-re közelítette meg a mintegy 2,5 km átmérőjű objektumot 2006. július 13-án. A szonda két alkalommal is lefényképezte a kisbolygót, június 11-én és június 12-én is. A két időpontban 3,36 millió, illetve 1,34 millió kilométerre volt tőle. Jelentős lépés volt ez ahhoz, hogy a  New Horizons sikeresen teljesítse eredeti küldetését, mivel ez volt az első alkalom, hogy tesztelték a műszereit. Az eddigi tesztek, eredmények alapján a műszerei tökéletesen működnek.

## Külső hivatkozások
- Horvai, Ferenc: A New Horizons kisbolygó-megfigyelése. Űrvilág, 2006. június 20. [2007. december 18-i dátummal az eredetiből archiválva]. (Hozzáférés: 2009. január 20.)
- Kereszturi, Ákos: Elnevezték a Plútó új holdjait. [Origo] Világűr, 2006. június 27. [2008. augusztus 2-i dátummal az eredetiből archiválva]. (Hozzáférés: 2009. január 20.)
- Kereszturi, Ákos: #1931. hozzászólás idézése:. SG Fórum, 2007. január 31. (Hozzáférés: 2009. január 20.)[halott link]